# Björkötraktaten
Björkötraktaten var ett personligt allianstraktat mellan kejsar Vilhelm II av Tyskland och tsar Nikolaj II av Ryssland, innehållande överenskommelse om försvarsförbund med mera, ingånget vid Björkö på Karelska näset 23–24 juli 1905 på initiativ av kejsar Vilhelm.
Fördraget, som i mycket är att betrakta som ett uttryck för kejsar Vilhelm kända strävan att driva en egen politik, var närmast riktat mot Storbritannien och skulle utgöra upptakten till ett kontinentalblock mot denna makt "i den europeiska fredens intresse", vilket förutom Tyskland, Ryssland, Österrike-Ungern och Italien även innefattade Frankrike. Fördraget skulle hemlighållas och avfattades som en "defensiv allianstraktat". Ikraftträdandet fixerades till tidpunkten för Rysslands fredsslut med Japan i rysk-japanska kriget. Det hela strandade dock på de ansvariga rådgivarnas vägran att kontrasignera monarkernas överenskommelser. Den tyske utrikesministern Bernhard von Bülow på grund av de alltför stora förpliktelser fördraget ålade Tyskland och den ryske utrikesministern Vladimir Lamsdorf av hänsyn till Rysslands förbindelser med Frankrike. Fördraget offentliggjordes i augusti 1917.